# 西大輝
西大輝（日语：／ Nishi Hiroki，2003年3月21日—），日本男子羽毛球運動員，亦為現役日本國家羽毛球隊（B隊）成員。京都府出生，目前隸屬BIPROGY株式會社，隊員編號2號。

## 簡歷
2019年9月，西大辉代表日本参加俄罗斯喀山举办的世界青年羽毛球錦標賽，最终随队赢得团体季军。

## 主要比賽成績
只列出曾進入準決賽的國際賽事成績：
| 年份   | 賽事                     | 公開賽級別 | 項目     | 拍檔   | 成績   |
| ------ | ------------------------ | ---------- | -------- | ------ | ------ |
| 2019年 | 世界青年羽毛球錦標賽     |            | 混合團體 | －     | 季軍   |
| 2023年 | 北馬里亞納羽毛球公開賽   | 國際挑戰賽 | 混合雙打 | 佐藤灯 | 準決賽 |
| 2023年 | 印尼泗水羽毛球國際挑戰賽 | 國際挑戰賽 | 混合雙打 | 佐藤灯 | 冠軍   |
| 2023年 | 越南羽毛球公開賽         | 超級100賽  | 混合雙打 | 佐藤灯 | 冠軍   |
| 2023年 | 高雄羽球大師賽           | 超級100賽  | 混合雙打 | 佐藤灯 | 冠軍   |
| 2023年 | 印尼棉蘭羽毛球大師賽     | 超級100賽  | 混合雙打 | 佐藤灯 | 亞軍   |
| 2024年 | 哈萨克羽毛球國際挑戰賽   | 國際挑戰賽 | 男子雙打 | 熊谷翔 | 亞軍   |
| 2024年 | 塞班島羽毛球國際賽       | 國際挑戰賽 | 混合雙打 | 佐藤灯 | 冠軍   |
| 2024年 | 奧迪沙羽毛球大師賽       | 超級100賽  | 男子雙打 | 熊谷翔 | 亞軍   |
| 2025年 | 亞洲羽毛球混合團体錦標賽 | 其他       | 混合團体 | －     | 季軍   |
| 2025年 | 越南羽毛球國際挑戰賽     | 國際挑戰賽 | 男子雙打 | 熊谷翔 | 準決賽 |
| 2025年 | 北馬里亞納羽毛球公開賽   | 國際挑戰賽 | 男子雙打 | 熊谷翔 | 冠軍   |
| 2025年 | 塞班島羽毛球國際賽       | 國際挑戰賽 | 男子雙打 | 熊谷翔 | 準決賽 |

| 2018-2026年 | 總決賽 | 超級1000賽 | 超級750賽 | 超級500賽 | 超級300賽 | 超級100賽 | 國際挑戰賽 | 國際系列賽 | 未來系列賽 | 其他 |

## 外部連結
- 西大輝在世界羽球聯盟的登錄資料